# Droga krajowa B293 (Niemcy)
Droga krajowa nr 293 (niem. Bundesstrasse 293, B293) – droga krajowa w Niemczech, w kraju związkowym Badenia-Wirtembergia.
Droga swój początek ma w Heilbronn, przy skrzyżowaniu z drogą B27. B293 kończy się w Berghausen, na skrzyżowaniu z drogą krajową nr 10 (Bundesstrasse 10). Ma około 61 kilometrów.